# Knjiga Jašerova
Knjiga Jašerova (Knjiga pravednika) krivotvorina je iz 18. stoljeća, a napravio ju je Jacob Ilive (1705 – 1763). Navodno je to Alkuinov engleski prijevod izgubljene Knjige Pravednika iz Biblije.
Knjiga je objavljena u studenom 1751. godine. Navodno je knjigu napisao Jašer, sin Kaleba, Mojsijeva pomoćnika, a sveti je Alkuin, redovnik iz 9. st., preveo knjigu s hebrejskog na engleski.
Prema navodnom Alkuinovom prijevodu, biblijski propisi i zakoni nisu bili dani Mojsiju od Jahve, već ih je Hebrejima dao Mojsijev tast Jitro blizu planine Sinaj. U prvom je poglavlju opisano stvaranje svijeta iz etera. Bog se pojavljuje tek u Edenu.
U ovoj je knjizi biblijski lik Noa opisan kao prvi čovjek koji je plovio morem, a nigdje nema ni spomena općeg potopa. Spomenuti su Abraham i njegova žena Sara, a Božji glas koji Abraham čuje rekao je da će Abraham dobiti sina Izaka tek nakon obrezivanja.
Cijelu knjigu prožima deističko shvaćanje Boga Stvoritelja, što je važna značajka 18. st. – Bog je prikazan kao onaj koji se ne miješa previše u zbivanja u svijetu. 
Iste godine kad je knjiga objavljena, proglašena je krivotvorinom, a Ilive je 1756. osuđen na trogodišnju kaznu zatvora.

## Vanjske poveznice
Prijevod